# Tchataldja

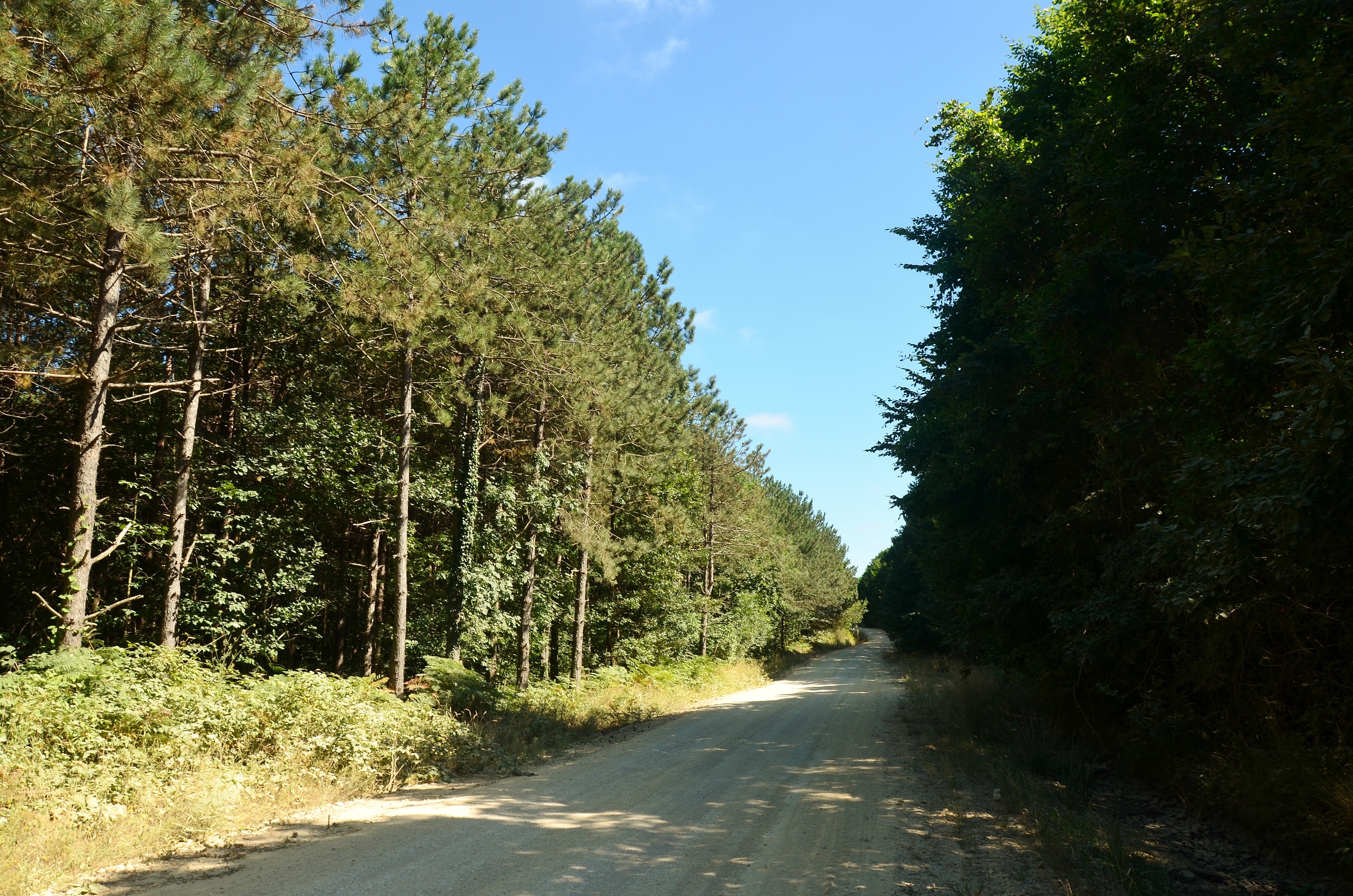
Arbre dans le parc naturel de Tchilingoz du district de Tchataldja

Tchataldja (Çatalca) est l'un des 39 districts de la ville d'Istanbul, en Turquie.

## Histoire
Pendant les guerres balkaniques de 1912-1913, l'armée ottomane y a livré contre la l'armée bulgare la Première bataille de Tchataldja (1912) et la Seconde bataille de Tchataldja (1913).
À la fin de la Première Guerre mondiale, de 1918 à 1923, des unités du Corps expéditionnaire français sont stationnées à Tchataldja. En 1920-1921, une partie des militaires et réfugiés de l'armée russe du général Wrangel y sont installés après l'évacuation de la Crimée.